# Leyla Əliyeva
Leyla Mütəllim qızı Əliyeva, coniugata Quliyeva (Baku, 3 luglio 1986), è una conduttrice televisiva azera.
Il 22, 24 e 26 maggio 2012 ha condotto l'edizione di quello dell'Eurovision Song Contest a Baku, assieme ad Eldar Qasımov e Nərgiz Birk-Petersen.

## Biografia
Si è diplomata all'Accademia della Musica di Baku in direzione d'orchestra ed ha un master in musica. Nel 2004, durante il suo primo anno di studi, è stata assunta da İTV per lavorare presso il dipartimento di Musica, Arte ed Intrattenimento.
Nel 2007 ha iniziato ad occuparsi di notizie correlate all'Eurovisione e presto è diventata un membro del Comitato organizzatore eurovisivo della rete, ed è stata anche portavoce del proprio Paese al suo debutto nell'edizione del 2008 a Belgrado.
Ha condotto anche le selezioni nazionali azere con Husniyya Maharramova nel 2011 e 2012 ed ha presentato con Eldar Qasımov e Nərgiz Birk-Petersen l'Eurovision Song Contest 2012 di Baku.

### Vita privata
È sposata con un direttore di İTV ed ha una figlia.